# Lace It
Lace It ist ein posthum veröffentlichtes Lied des US-amerikanischen Rappers Juice Wrld, an dem auch der Rapper Eminem und der Musikproduzent Benny Blanco beteiligt sind. Der Song wurde am 16. Dezember 2023 als erste Single seines fünften Studioalbums The Party Never Ends veröffentlicht.

## Inhalt
| Liedteil   | Künstler   |
| Refrain    | Juice Wrld |
| 1. Strophe | Juice Wrld |
| 2. Strophe | Eminem     |
| Outro      | Juice Wrld |

Lace It handelt von Drogenkonsum und den damit einhergehenden Gefahren. So rappt Juice Wrld, dass er dank Codein in seiner eigenen Welt lebt und Medikamente sowie Drogen missbraucht, um mit Stress und psychischen Problemen fertig zu werden. Eminems Strophe handelt ebenfalls von seiner Drogenvergangenheit, in der er häufig Ecstasy und Oxycodon konsumierte. Er zählt weitere Substanzen, wie Valium, Percocet, Xanax, Fentanyl, Demerol und Lean auf und nimmt Bezug auf im Zusammenhang mit Drogen verstorbene Musiker, wie Shock G, Lil Peep, Ol’ Dirty Bastard, Gangsta Boo, Pimp C, Prince und Michael Jackson. Zum Schluss richtet er sich direkt an Juice Wrld, der durch eine Überdosis starb, und den er für immer vermissen werde. Er fordert die jüngere Generation auf, vorsichtig im Umgang mit Drogen zu sein.

“Roll it up, lace it, pop a few, chase it

I’ve been in the matrix, none of this shit makes sense

All you humans basic, you ain’t even got home trainin’

Codeine by the cases, I’ve been purple rainin’”

## Produktion
Der Song wurde von Benny Blanco, Cashmere Cat, Happy Perez und Eminem produziert. Alle vier fungierten neben Juice Wrld und Luis Resto auch als Autoren.

## Single

### Covergestaltung
Das Singlecover ist im Comicstil gehalten und zeigt ein blaues Auto mit dem Nummernschild „TPNE“, das in eine Hauswand kracht. Im unteren Teil des Bildes befinden sich die roten Schriftzüge Juice Wrld, Eminem und benny blanco sowie der schwarze Titel Lace It auf weißem Grund.

### Chartplatzierungen
Lace It erreichte Platz 95 in Großbritannien sowie Rang 85 in den Vereinigten Staaten.
| ChartsChartplatzierungen       | Höchstplatzierung | Wochen |
| ------------------------------ | ----------------- | ------ |
| Vereinigtes Königreich (OCC)   | 95 (1 Wo.)        | 1      |
| Vereinigte Staaten (Billboard) | 85 (4 Wo.)        | 4      |